# Челсі Ґубека
Челсі Ґубека (англ. Chelsea Gubecka, 8 вересня 1998) — австралійська плавчиня.
Учасниця Олімпійських Ігор 2016 року.
Призерка Пантихоокеанського чемпіонату з плавання 2014 року.